# Battaglia di Orša
La battaglia di Orša fu combattuta l'8 settembre 1514 tra gli eserciti del Granducato di Lituania e del Regno di Polonia, guidati da Konstantij Ostrogski, da una parte, e quello del Granducato di Mosca, guidato da Ivan Čeljadnin e da Michail Golica, dall'altra. La battaglia si inserisce nella lunga serie di guerre combattute tra la Russia e la Lituania, le quali erano causate dalla Russia, che voleva conquistare le terre appartenenti, allora, alla Rutenia.
Le, seppur minori, forze lituane e polacche riuscirono a sconfiggere quelle russe, dotate di 30 000 uomini in più rispetto alle prime, le quali conquistarono alcune delle terre russe ed imprigionarono il comandante russo.

## Antefatto
Verso la fine del 1512 il Granducato di Mosca iniziò un lungo periodo di guerre contro i territori appartenenti alla Rutenia, oggi divisa tra Bielorussia e Ucraina, i quali facevano parte del Granducato di Lituania. Alberto I di Prussia rifiutò di dare dei feudi a Sigismondo I di Polonia. Alberto I era supportato da Massimiliano I d'Asburgo.
La fortezza di Smolensk era l'avamposto più orientale del Granducato di Lituania e una delle roccaforti più importanti sul confine con la Moscovia. Fino ad allora la città respinse tutti gli attacchi da parte dei russi, ma nel luglio 1514 un esercito russo composto da 45 000 soldati con 300 armi da fuoco lo assediarono. Alcuni storici definiscono l'area nei pressi di Smolensk in questo periodo «area disputata».
Spronato da questo successo, il principe moscovita Basilio III di Russia ordinò al suo esercito di occupare l'odierna Bielorussia. Le forze del principe assediarono le città di Kričev, Mstislavl e Dubrovno.
Intanto Sigismondo I di Polonia raccolse un esercito di circa 35 000 truppe, inferiori di numero a quelle russe, ma qualitativamente migliori. Le forze lituano-polacche, guidate da Konstantij Ostrogski, comprendevano:
- 16 000 cavalli, offerti dalla Lituania;
- 14 000 cavalieri, garantiti dalla Polonia;
- 3 000 fanti di varie nazionalità;
- 2 500 volontari, prevalentemente provenienti dalla Boemia.

Dirigendosi in Bielorussia, il re Sigismondo protesse la città di Barysaŭ grazie a una forza composta da circa 5 000 uomini; i rimanenti 30 000 si diressero verso i moscoviti per combattere. Verso la fine di agosto le due compagini si ritrovarono alla confluenza tra i fiumi Berezina, Bóbr e Drut, ma le forze russe cercarono di evitare in qualunque modo lo scontro.